# Wildenhain
Wildenhain était une commune autonome de Saxe (Allemagne), située dans l'arrondissement de Meissen, dans le district de Dresde. Elle est devenue un quartier de la commune de Großenhain le 1er octobre 2009.